# Asociación de cultivos

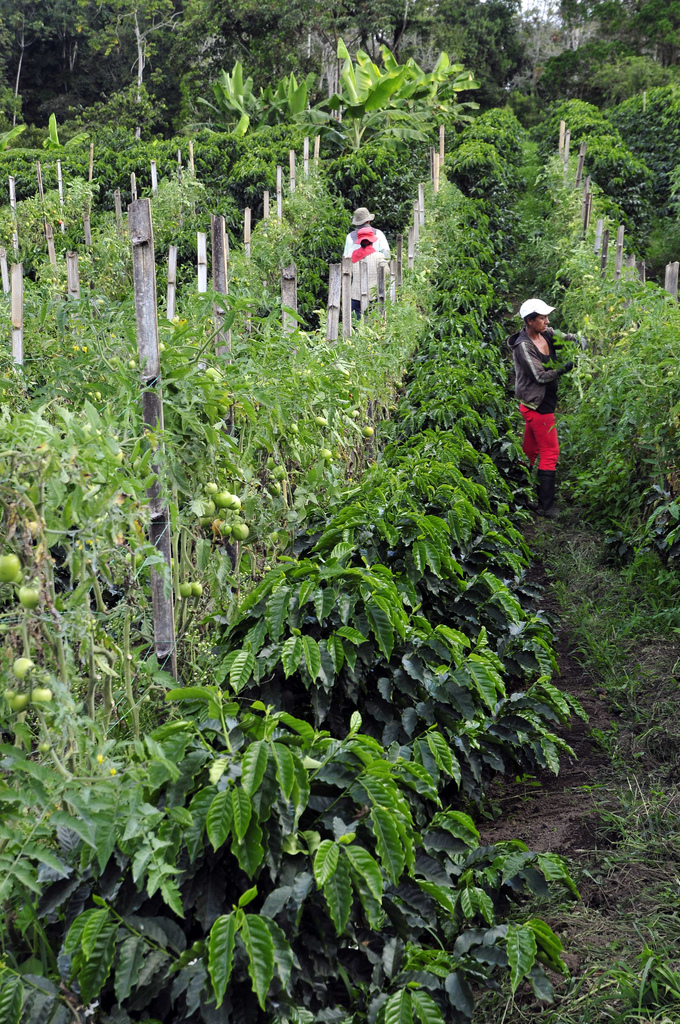
Cultivo mixto de café y tomate en Colombia.

La asociación de cultivos consiste en la plantación conjunta de distintos cultivos (tanto en jardinería como en agricultura), con la intención de promover y optimizar la captación de nutrientes, el control de plagas y la polinización; así como mejorar la productividad agrícola. La asociación de cultivos es un ejemplo de policultivo.

## Historia
En China el Azolla se ha utilizado de forma complementaria de los cultivos de arroz. Cobija un tipo especial de cianobacterias que fijan el nitrógeno de la atmósfera que la luz solar alcance a otras plantas competidoras del arroz, ya que se planta una vez el arroz es lo bastante alto como para sobresalir por encima del lecho de "azolla".
La asociación de cultivos se practicaba de distintas formas por los pueblos indígenas americanos antes de la llegada de los europeos. Una de ellas difundida desde Mesoamérica era la plantación conjunta de maíz y un frijol como el ayocote. El tallo del maíz proporciona una estructura para que trepe el frijol, mientras que éste mejora la fijación de nitrógeno que también beneficia al maíz. La combinación de calabaza junto a estas otras dos plantas, configura la técnica de Las tres hermanas o trilogía andina, de la que los nativos americanos fueron pioneros. En el sudeste de los Estados Unidos, los girasoles se cultivaban junto al frijol para proporcionarle una estructura por la cual trepar, y en el norte de Norteamérica, para ahuyentar a los áfidos.
La asociación de cultivos se ha promovido desde los años 1970 dentro de la horticultura orgánica. Se ha promovido tanto por razones prácticas, como la de proporcionar estructuras para plantas trepadoras, como por la idea de que distintas especies de plantas pueden prosperar mejor cuando se cultivan simultáneamente. También es una técnica ampliamente utilizada en permacultura, en acolchado de jardinería, policultivo, y cultivo intercalado o mixto.

## Categorías de asociación de plantas
Las plantas complementarias se pueden beneficiar mutuamente de distintas interacciones ecológicas y prácticas  de cultivo, entre las que se incluyen:

### Interacciones ecológicas
- Nivel de interacción mayor — especies que crecen a distintos niveles del suelo en el mismo espacio, proveyendo quizás de manto al suelo descubierto o sirviendo como estructura de escalado para plantas trepadoras.
- Fijación de nitrógeno — algunas plantas fijan el nitrógeno atmosférico en el suelo, haciéndolo disponible para otras plantas.

- Selección de polinizadores y depredadores — añadir al huerto plantas que producen néctar en abundancia y polen rico en proteínas (planta insectaria), es una manera de atraer mayores poblaciones de insectos beneficiosos que controlan otras plagas. Algunos insectos en su forma adulta se alimentan de néctar o de polen, mientras que en la fase larvaria son voraces depredadores de plagas.

Los tagetes con flores sencillas también atraen a las moscas de las flores, cuyas larvas depredan a los áfidos.
- Huésped beneficioso — planta huésped que atrae o es habitado por insectos beneficiosos u otros organismos que benefician a las otras plantas, como las mariquitas o algunos nematodos beneficiosos.[3]

- Escudo protector — algunas plantas pueden actuar como cortina rompeviento o dar sombra a otras.

- Contrarrestar plagas — repeliendo insectos, malas hierbas, nematodos u hongos patógenos mediante mecanismos químicos.[3]

Por ejemplo la raíz de los tagetes segrega sustancias repelentes de nematodos.
- Cultivo trampa — plantas que atraen las plagas hacia sí mismas y las mantienen alejadas del cultivo principal.

Las plantas capuchinas son popularmente conocidas por atraer a las orugas, por lo que comúnmente se plantan junto a cultivos de lechuga o col para protegerlas de ser dañadas, ya que los insectos prefieren depositar sus huevos en las capuchinas. Esta técnica de asociación de cultivos se conoce como cultivo trampa
- Distorsión de la planta huésped — en un monocultivo las plagas se extienden de una planta a la siguiente, pero cuando hay otros cultivos intercalados se frena la expansión de la plaga.[5]

Estudios sobre cómo algunas plagas voladoras localizan la planta huésped, sugieren una mayor dificultad para encontrar su objetivo si la planta huésped se rodea de otras plantas o incluso de «plantas señuelo» fabricadas con plástico verde, cartón u otros materiales verdes.
La localización de la planta huésped transcurre en dos fases:
- La primera fase es la de estimulación olfativa producida por los olores característicos de la planta huésped. Esto induce al insecto a posarse en la planta que está buscando. No obstante los insectos no suelen posarse en el suelo marrón descubierto. Si la planta huésped es la única que está presente, los insectos la encontrarán sistemáticamente con solo posarse en el único objeto verde a la vista. Esto se denomina (desde el punto de vista del insecto) «aterrizaje acertado». Sin embargo, cuando se produce un «aterrizaje fallido», el insecto vuelve a levantar el vuelo en dirección a otra zona verde cercana. Al final, abandonará el área si se producen demasiados «aterrizajes fallidos».
- La segunda fase consiste en vuelos cortos de unas hojas a otras para estimar la idoneidad de la planta. El número de vuelos de hoja a hoja varía según las distintas especies de insectos y el estímulo percibido en cada hoja de la planta huésped. El insecto debe acumular suficientes estímulos de la planta huésped antes de depositar los huevos, por lo que tiene que producirse un número determinado de «aterrizajes acertados». En consecuencia, si realiza un «aterrizaje fallido», la valoración de la planta es negativa y el insecto comienza el proceso de nuevo.

Se ha comprobado por ejemplo que utilizar los tréboles como manto del suelo descubierto tiene un efecto distorsionador sobre cuatro géneros distintos de insectos voladores. Un experimento mostró que el 36% de las moscas de las raíces de la col depositó huevos junto a las coles en suelo descubierto (lo que dañó toda la cosecha), frente a un 7% cuando las coles crecían sobre lecho de tréboles (lo que posibilitó una cosecha adecuada). Señuelos sencillos fabricados con cartón de color verde también perturbaron los aterrizajes con niveles de eficacia equivalentes al lecho de tréboles.
Existe la creencia popular de que el olor del follaje de los Tagetes disuade a los áfidos de alimentarse de los cultivos de maíz aledaños.

### Prácticas  culturales
- Inversión con cobertura — varias especies en el mismo espacio aumentan las posibilidades de obtener algún rendimiento, incluso en el caso de que alguna clase de plantas sufra incidencias catastróficas.

- Hortalizas

La asociación de cultivos se utiliza en horticultura (particularmente Olericultura), donde se puede implementar planchas de cultivos adaptadas para producir diferentes grupos de verduras con requerimientos culturales similares y/o complementarios, por ejemplo; 
- verduras de bulbo, de tallo y de hoja
- verduras de raíz
- verdura de fruto anual (sobre todo solanáceas)
- verduras de granos (incluyendo curcubitaceas)